# Tercera toma de posesión de Nicolás Maduro
La tercera toma de posesión de Nicolás Maduro como presidente de Venezuela tuvo lugar el 10 de enero de 2025. La constitución venezolana específica que las inauguraciones se deberían realizar por la Asamblea Nacional, en el Palacio Federal Legislativo de Caracas. El acto implicó la juramentación del presidente electo para un periodo de seis años. 
La investidura ha sido controvertida debido a las acusaciones de fraude electoral en las elecciones presidenciales de 2024, en las que el Consejo Nacional Electoral proclamó sin actas de escrutinio la victoria de Nicolás Maduro para un tercer mandato. Sin embargo, el Comando Con Venezuela, basados en las actas que han recopilado, dan como ganador a Edmundo González con el 67 % de los votos. Las actas originales recabadas por los testigos de González fueron guardadas en custodia en las bóvedas del Banco Nacional de Panamá.

## Antecedentes

### Resultados de las elecciones de 2024
El 28 de julio de 2024, se llevaron a cabo elecciones presidenciales en Venezuela para elegir al presidente para el periodo 2025-2031. Las elecciones estuvieron precedidas por el Acuerdo de Barbados sobre garantías electorales firmado entre el gobierno y la oposición en 2023. Desde la firma de este, ha sido violado repetidamente por el gobierno de Nicolás Maduro. ONGs y partidos políticos venezolanos han denunciado el uso de desinformación, amenazas de muerte y agresiones físicas por parte de partidarios del chavismo y del Ejército de Liberación Nacional (ELN), una guerrilla colombiana de extrema izquierda, contra candidatos de la oposición.
Durante el periodo de actualización del registro electoral, la jornada presentó retrasos importantes para los electores y en el exterior se solicitaron requisitos muy restrictivos que no están contemplados en la normativa electoral. De los aproximadamente 5.5 millones de venezolanos en el extranjero que estarían habilitados para votar, solo 69 211 electores pudieron inscribirse o actualizar sus datos en embajadas del exterior. El gobierno nacional por su parte ha sancionado y cerrado restaurantes, posadas y hoteles, arrestando también a sus dueños, que han apoyado u hospedado al equipo de María Corina Machado durante su gira de campaña.
Después del cierre de las mesas electorales, la oposición denunció que en varios centros de votación se había detenido la totalización de las actas y que los testigos estaban siendo obligados a retirarse. En su primer boletín, el Consejo Nacional Electoral declaró a Nicolás Maduro como ganador, con un presunto 51.20 % de los votos, y diciendo que Edmundo González recibió un 44.20 %, justificando el retraso en anunciar los resultados en un «hackeo» del sistema. A pesar del supuesto carácter de irreversibilidad de los resultados anunciados, quedó una brecha de más de dos millones de votos que no fueron adjudicados a ningún candidato en el primer boletín, y que son suficientes para cambiar el resultado de la elección.
La oposición rechazó las cifras, declarando que Edmundo González había ganado con el 67.05 % de los votos de acuerdo con las actas electorales de que disponían. Los candidatos Enrique Márquez, Claudio Fermín y Antonio Ecarri también exigieron la publicación de las actas de escrutinio. Diversos países mostraron su rechazo a los resultados, señalaron irregularidades, y pidieron que se publicaran las actas de escrutinio.
Algunos expresidentes latinoamericanos como Jorge Quiroga, Vicente Fox, Felipe Calderón, Laura Chinchilla, Jamil Mahuad, Guillermo Lasso, Mario Abdo Benítez, Mireya Moscoso, Ernesto Pérez Balladares y Andrés Pastrana expresaron su intención de escoltar a Edmundo González en su investidura presidencial. Algunos países que no enviaron delegaciones a la toma de posesión de Maduro como forma de apoyo a González fueron Argentina, Chile, Canadá, Estados Unidos, Ecuador, Guatemala, Panamá, Perú, Paraguay, República Dominicana y Uruguay.

## Toma de posesión

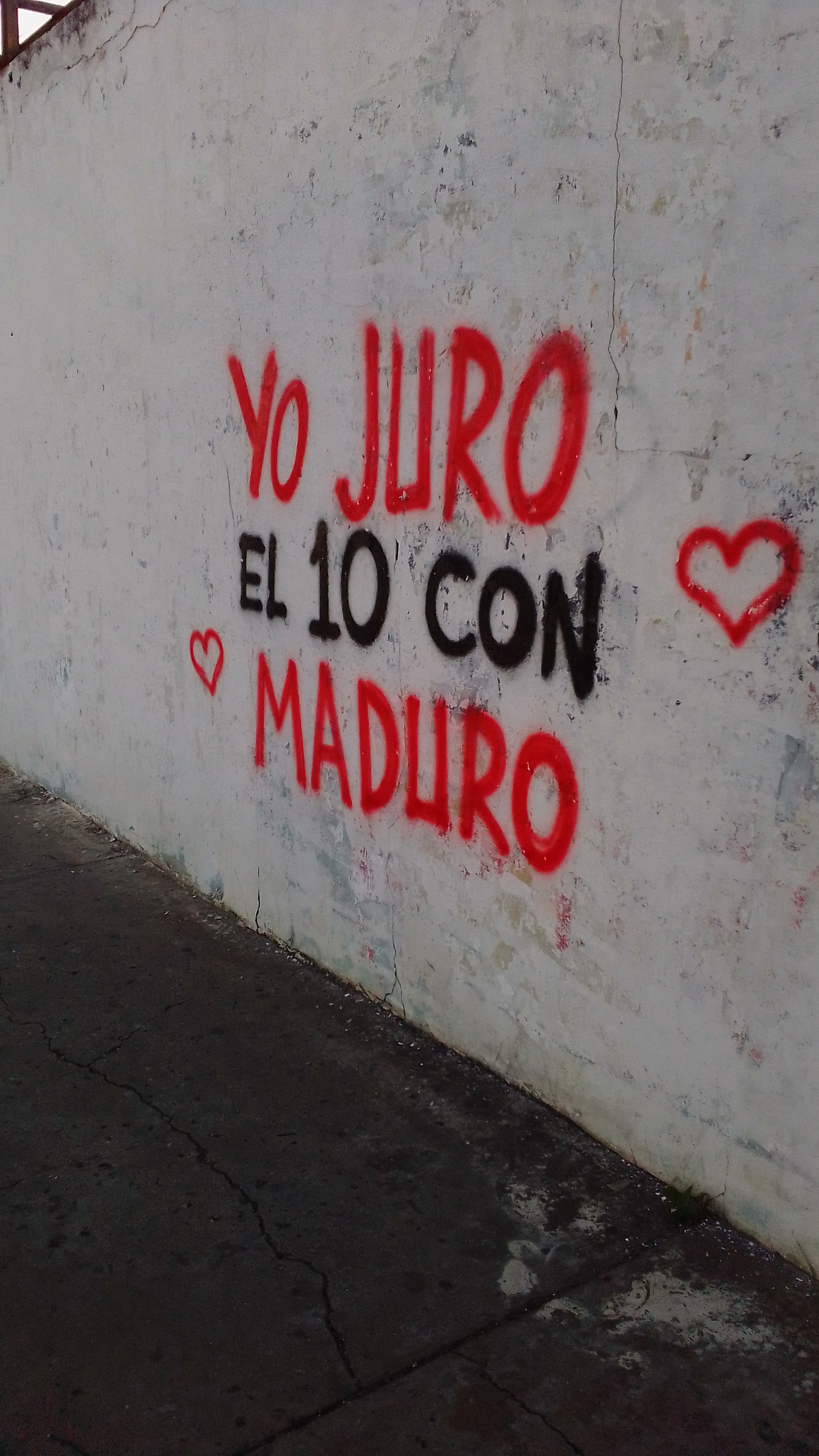
Mural con propaganda bolivariana sobre la toma de posesión.

Estaba previsto que la toma de posesión de Nicolás Maduro comenzara a las 12:00 (hora de Venezuela). Sin embargo, Maduro llegó a las 10:30 para la juramentación. Durante la ceremonia de investidura asistieron algunos miembros de la Asamblea Nacional, ministros y aliados e invitados nacionales como internacionales. La toma de posesión tuvo lugar en el Salón Elíptico del Palacio Federal Legislativo con una capacidad aproximada de 300 personas, dicha ceremonia no se realizó como de costumbre en la cámara de diputados. Tampoco se pasó la lista previa de los diputados asistentes. 

### Cierres de frontera con Colombia
Las autoridades implementaron cierres de la frontera terrestre y el espacio aéreo de Venezuela con Colombia desde el 10 al 13 de enero, esto ocurre antes de la toma de posesión, citando consideraciones de seguridad.

### Militarización de Caracas
Desde antes de que comenzarán las protestas convocadas por la oposición, entre los días 3 a 4 de enero el gobierno inició un operativo de seguridad días antes de la toma de posesión, con un despliegue de 1 200 efectivos de seguridad, entre ellos, funcionarios de la Dirección General de Contrainteligencia Militar (DGCIM) y del Servicio Bolivariano de Inteligencia Nacional (SEBIN) así mismo con funcionarios de la Guardia Nacional Bolivariana y la Policía Nacional Bolivariana apostados en el centro de Caracas e inmediaciones del Palacio de Miraflores.

## Delegados internacionales

### Asistentes
Según el gobierno llegaron más de 100 delegaciones internacionales. Los gobiernos de Brasil, Bolivia, Colombia, Honduras y México decidieron enviar delegaciones a la toma de posesión de Nicolás Maduro. Los únicos mandatarios o jefes de gobierno que asistieron a la toma de posesión fueron el presidente de Cuba, Miguel Díaz-Canel, el presidente de Nicaragua, Daniel Ortega, el primer ministro de Antigua y Barbuda, Gaston Browne, entre otros.
El gobierno de Rusia envió una delegación diplomática a la toma de posesión de Maduro encabezada por el presidente de la Duma Estatal, Viacheslav Volodin. China envió a Wang Dongming como su representante a la toma de posesión.

#### Jefes de Estado y de Gobierno
- Cuba Presidente Miguel Díaz-Canel.[33]
- Nicaragua Presidente Daniel Ortega.[33]
- República Árabe Saharaui Democrática Presidente Brahim Gali.[33]
- Antigua y Barbuda Primer ministro Gaston Browne.[33]
- San Vicente y las Granadinas Primer ministro Ralph Gonsalves.[34]

#### Representantes diplomáticos
- Rusia Presidente de la Duma Viacheslav Volodin.[33]
- Argelia Presidente de la Asamblea Popular Nacional Ibrahim Boughali.[33]
- Honduras Primer caballero Manuel Zelaya.[33]
- China Vicepresidente del Comité Permanente de la Asamblea Popular Nacional Wang Dongming.[32]
- República Democrática del Congo Vicepresidente del Senado José Kalala Wa Kalala.[35]
- Turquía Ministro de Turismo y Cultura Mehmet Nuri Ersoy.[36][34]
- Bielorrusia Vice primer ministro Victor Karankevich.[34]
- Serbia Presidenta de la Asamblea Nacional Ana Brnabić.[34]
- Bolivia Canciller Celinda Sosa.[34]
- Colombia Embajador de Colombia ante Venezuela Milton Rengifo Hernández.[37]
- Brasil Embajadora de Brasil ante Venezuela Glivânia Maria de Oliveira.[38]
- Liga Árabe Embajador de la Misión de la Liga de Estados Árabes en Brasilia Qais Shqair.[39]
- OPEP Secretario general Haitham al-Ghais.[40]
- Mali Vicepresidente del Consejo Nacional de Transición Hameye Foune Mahalmadane.[41]
- Uganda Ministro de Relaciones Exteriores Odongo Jeje Abu.[42]
- Namibia Viceministra de Relaciones Internacionales y Cooperación Jenelly Matundu.[42]
- Santa Lucía Presidente de la Asamblea Legislativa Claudius Francis.[42]
- Granada Ministro de Infraestructura Dennis Cornewall y el ministro de Turismo Adrian Thomas.[42]
- Burkina Faso Presidente de la Asamblea Legislativa de Transición Ousmane Bougouma.[42]
- México Embajador de México ante Venezuela Leopoldo de Gyvés de la Cruz.[43]

## Reacciones

### Países que rechazan la investidura de Nicolás Maduro
- Unión Europea: el Consejo Europeo aprobó sanciones contra 15 funcionarios gubernamentales, incluyendo a la presidenta del Tribunal Supremo, Caryslia Rodríguez, y oficiales del Consejo Nacional Electoral.[44]
- Estados Unidos: el gobierno estadounidense anunció un aumento de 25 millones de dólares en recompensa por información que conduzca al arresto de Nicolás Maduro como represalia de su tercera toma de posesión.[45]
- Canadá: el gobierno canadiense emitió sanciones contra 14 funcionarios después de la toma de posesión, prohibiéndole a los residentes y a los canadienses realizar transacciones con los sancionados.[46]
- Ecuador: a través de un comunicado de la cancillería ecuatoriana que «el irrespeto de la voluntad popular que ha perpetrado el régimen de Maduro quien ha tomado posesión de un cargo que ha sido arbitrariamente arrebatado al pueblo venezolano, que votó mayoritariamente por Edmundo González, quien es el verdadero y legítimo Presidente».[47]
- Uruguay: a través de un comunicado del ministerio de Relaciones Exteriores, el gobierno uruguayo condenó la toma de posesión de Maduro, afirmando que, se trataba de un «día sombrío para América Latina», y que en lugar del respeto al mandato popular, se trató de una «consolidación y al aislamiento internacional de un régimen autoritario que continuará gobernando sin ninguna legitimidad democrática».[48]

### Países que felicitaron la investidura de Nicolás Maduro
- Bolivia: el presidente de Bolivia Luis Arce escribió en redes sociales felicitando a Nicolás Maduro por su nuevo mandato: «Desde Bolivia hacemos llegar nuestro abrazo y felicitaciones al presidente venezolano Nicolás Maduro, a quien deseamos éxito para el nuevo período de gobierno que hoy asume».[49]
- Honduras: el canciller Enrique Reina afirmó que el gobierno hondureño reconoce a Nicolás Maduro como mandatario por tercera vez, «Como todo país, cada uno tiene derecho a tener relaciones con los países que quieran, nosotros reconocemos el resultado dado por la autoridad electoral en Venezuela y está participando una comitiva en representación del gobierno» puntualizó.[50]